# Malem
Malem – miasto w Mikronezji, w stanie Kosrae. Według danych szacunkowych na rok 2008 liczy 1771 mieszkańców.